# Société de transport de Lévis
La Société de transport de Lévis también conocida como STLevis (Lévis Transit Corporation) es una agencia de transporte público creada en 1980, que opera principalmente en Lévis en la orilla sur del río San Lorenzo, siendo la contraparte de la Réseau de transport de la Capitale ( RTC) en el lado norte. STLevis ofrece conexiones entre Lévis y la ciudad de Quebec; Los autobuses de RTC actualmente no tienen ningún servicio a la costa sur.

## Descripción
El STLévis atiende a una población de aproximadamente 150.000 habitantes en un territorio de 551,5 km2 en la región de Chaudière-Appalaches, incluidos Lévis y el municipio de Saint-Lambert-de-Lauzon. La corporación opera 71 vehículos diésel de piso bajo de 40 pies, 12 vehículos híbridos de piso bajo de 40 pies, 8 autobuses articulados, 4 midibuses y emplea a 172 personas. En 2016, atendió a más de 4,2 millones de pasajeros.
La agencia posee y opera una estación de autobuses de 7.500 m² en el barrio   de la ciudad. Construido en 1986, el depósito se renovó a principios de la década de 2010 para aumentar su capacidad de almacenamiento de autobuses y la cantidad de lugares de mantenimiento.

## Rutas
El STLevis ofrece una lista actualizada de rutas.

### Rutas de Lévisien
- Lévisien-1- Traverse-Lagueux
- Lévisien-2- Traverse-Université Laval
- Lévisien-3- Lagueux-Université Laval

### Rutas locales, Desjardins / Chaudière-Est
- 11 - Traverse > Hôtel-Dieu > UQAR > Lauzon > / Traverse > Lauzon > UQAR > Hôtel-Dieu > (nueva ruta, junio de 2014)[1]
- 12 - Vieux-Lévis - Lauzon (nueva ruta, agosto de 2014)[1]
- 13 - Dorval > Hôtel-Dieu > UQAR > St-David > / Dorval > St-David > UQAR > Hôtel-Dieu > (nueva ruta, junio de 2014)[1]
- 14 - Traverse - Innoparc
- 15- Traverse - Pintendre[1]
- 19 - Breakeyville - de la Concorde Station
- 27R- Saint-Romuald - Saint-Jean-Chrysostome
- 35R- Charny - de la Concorde Station

### Rutas locales, Chaudière-Ouest
- 22 - Saint-Nicolas South - Des Rivières Park & Ride
- 23 - Saint-Nicolas North - Des Rivières Park & Ride
- 24 - Saint-Rédempteur - Des Rivières Park & Ride

### Servicios exprés (solo entre semana)
- ELQ / ESQ / ECQ - Express Lévis / Saint-Jean-Chrysostome / Charny - Downtown Quebec
- EOQ - Express Des Rivières Park & Ride - Downtown Quebec
- 27E / 34E / 35E - Saint-Jean-Chrysostome / Saint-Romuald / Charny - Universidad Laval
- 31E / 41E - Express Saint-Jean-Chrysostome / Charny - Cégep de Lévis-Lauzon
- 33E - Express Lévis-centre - Cégep Garneau
- 43E - Express Des Rivières Park & Ride - Cégep Garneau
- 60E - Express Des Rivières Park & Ride - Marly (Quebec)
- 65 - Saint-Lambert - Des Rivières Park & Ride